# (612795) 2004 PA108
2004 PA108, também escrito como 2004 PA108, é um corpo menor que está localizado no disco disperso, uma região do Sistema Solar. Ele possui uma magnitude absoluta de 6,3 e tem um diâmetro estimado com cerca de 242 km.

## Descoberta
2004 HQ79 foi descoberto no dia 14 de agosto de 2004 pelo Marc W. Buie.

## Órbita
A órbita de 2004 HQ79 tem uma excentricidade de 0,458 e possui um semieixo maior de 53,862 UA. O seu periélio leva o mesmo a uma distância de 29,199 UA em relação ao Sol e seu afélio a 78,526 UA.